# École nationale supérieure de technologie des biomolécules de Bordeaux
Fondée en 1994, l’École nationale supérieure de technologie des biomolécules de Bordeaux (ENSTBB) est une école d’ingénieurs française composante de Bordeaux-INP, située sur le campus universitaire Carreire à Bordeaux. Elle forme en trois ans des ingénieurs spécialisés en biotechnologies, avec des compétences en production, purification et caractérisation de biomolécules. Elle fait partie des 204 écoles accréditées au 1er septembre 2020 à délivrer un diplôme d'ingénieur.

Logo en 2007
Logo en 2009
Logo en 2014
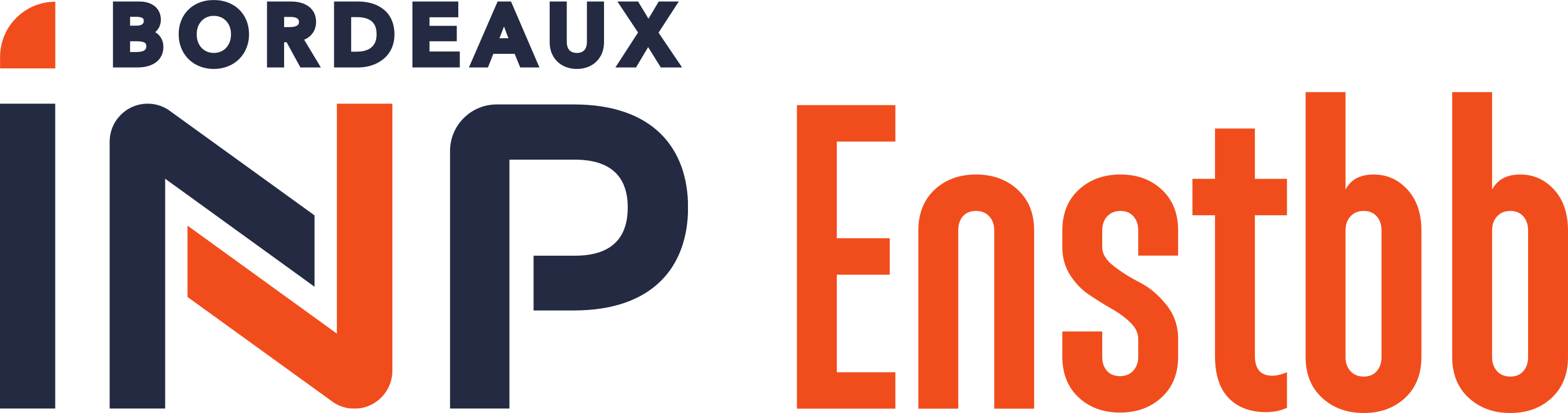
Logo depuis 2021

## Enseignement

### Formation d'ingénieur
L’ENSTBB recrute en Formation initiale sous statut étudiant (FISE) des élèves de CPGE (via le concours Polytech A Bio, que peuvent passer les élèves des classes BCPST), des diplômés d'une licence en Sciences de la vie ou d'un Bachelor universitaire de technologie en Génie biologique par admission sur titre, ou ceux d'un des deux cycles préparatoires des écoles du réseau (Prépa des INP et CPBx). 
La Formation initiale sous statut étudiant suivie d’un apprentissage (FISEA) est réservée, pour l’admission en 1e année, aux universitaires (licences ou BUT). La FISEA est proposée en partenariat avec le CFA LEEM Apprentissage.
En 2e année, l’école recrute en FISE et en FISA, des titulaires de masters ou des étudiants en cours de validation du Diplôme de Formation Approfondie en Sciences Pharmaceutiques,.
En 3e année FISE, les étudiants peuvent suivre, à la place de la formation assurée par l'école, une des formations suivantes, proposées en collaboration avec divers établissements : l'option Chimie Bioingénierie en partenariat avec l'ENSMAC, l'option IA/bioproduction du Master Bioinformatique de l’Université de Bordeaux, le Mastère Management des structures & activités innovantes en santé de Kedge Marseille, le Mastère Spécialisé Management des Entreprises de Biotechnologies & Pharmacie de Grenoble École de management,.
L’école délivre un certain nombre de formations d’ingénieurs, habilitées par le Ministère de l'enseignement supérieur et la Commission des Titres d'Ingénieurs dans les spécialités biotechnologies, recherche et développement, bioproduction, développement et transposition de procédés, optimisation des processus industriels, applications technico-commerciales, contrôle qualité et marketing(formation initiale sous statut étudiant et formation par apprentissage, en partenariat avec le CFA LEEM Apprentissage).

### Formation continue
L’ENSTBB s’est dotée en 2010 d’un service dédié à l’activité de formation continue en biotechnologies et bioproduction du secteur pharmaceutique et biopharmaceutique.

### Activités internationales
L’ENSTBB possède 40 partenariats à l’international dans 18 pays différents. Les élèves ingénieurs ont l'obligation de réaliser durant leurs études une mobilité internationale de 17 (FISE) ou de 9 semaines (FISEA).

## Recherche

### Centre de transfert BioTech Center Nouvelle-Aquitaine (BioTC NA)
Le BioTech Center Nouvelle-Aquitaine (BioTC NA) est un centre de transfert technologique adossé à l'ENSTBB-Bordeaux INP, créé en novembre 2022 grâce à des investissements de la région Nouvelle-Aquitaine et de Bordeaux INP.
Le centre propose une gamme de services en termes de production, purification et  caractérisation de biomolécules, incluant des études de faisabilité, le développement et l'optimisation de procédés, ainsi que la montée en échelle des productions. Ces prestations sont destinées aux laboratoires académiques et aux entreprises de la région Nouvelle-Aquitaine, avec pour objectif de renforcer leur potentiel d'innovation en biotechnologies.

### Hébergement de start-ups
L'école soutient les start-ups en leur offrant la possibilité d'utiliser ses espaces de recherche. Actuellement, les start-ups hébergées à l'ENSTBB sont ByoRNA, Ymago et OceanDx. Par le passé, elle a également accueilli Dionymer, Imagene, TreeFrog Therapeutics et AbLeads.

## Classements
L'école est classée comme suit par rapport aux autres écoles d'ingénieurs françaises en santé/biologie :
| Nom                                   | 2024 (Rang) | 2025 (Rang) |
| ------------------------------------- | ----------- | ----------- |
| Data Analysis for University Rankings | 3           |             |
| Le Figaro Étudiant                    | 4           | 4           |

L’école a également été classée 5ᵉ parmi les écoles d’ingénieurs comptant le plus d’étudiantes par l'Étudiant (2024).